# Hohenbostel (Barsinghausen)
Hohenbostel (niederdeutsch Hammbossel) ist ein Stadtteil der Stadt Barsinghausen am Rande der Region Hannover in Niedersachsen und liegt direkt am Deister.

## Geschichte
Erstmalige urkundliche Erwähnung fand Hohenbostel als „Hoenburstel“ in einem zwischen 1106 und 1128 aufgestellten Register des Klosters Corvey. Von 1841 bis 1896 wurde oberhalb von Hohenbostel Deisterkohle abgebaut. Unter dem Einfluss dieser wirtschaftlichen Aktivitäten veränderte sich der Ort erheblich. Als Folge stieg die Einwohnerzahl von 229 Einwohnern im Jahr 1821 auf 924 im Jahr 1905.
Am 1. März 1974 wurde die Gemeinde Hohenbostel am Deister in die Stadt Barsinghausen eingegliedert.

## Politik

### Stadtrat und Bürgermeister
Hohenbostel wird auf kommunaler Ebene von dem Rat der Stadt Barsinghausen vertreten.

### Wappen
Der Entwurf des Kommunalwappens von Hohenbostel stammt von dem Heraldiker und Wappenmaler Gustav Völker, der zahlreiche Wappen in der Region Hannover erschaffen hat. Die Genehmigung des Wappens wurde am 21. April 1958 durch den Niedersächsischen Minister des Innern erteilt.
| Wappen von Hohenbostel | Blasonierung: „In Silber eine eingeschobene, grüne Spitze, belegt mit einer zweitürmigen, silbernen Kirche, bestückt mit goldener Turmuhr und zwei goldenen Wetterfahnen, begleitet (heraldisch) rechts von einem schwarzen Kesselhaken, links von einer schwarzen, rot brennenden Sicherheitsgrubenlampe.“ |
| Wappen von Hohenbostel | Wappenbegründung: Die größte Fläche der Gemeinde umfasst der Forstschutzbezirk Hohenbostel mit ca. 420 ha Waldbestand im Deister. Dies kommt im Wappen durch die grüne Farbe der Spitze zum Ausdruck. Für die jahrhundertealten Hofstellen zeugt der Kesselhaken als das Symbol alteingesessener niederdeutscher Bauernschaft. Einen ungeheuren Einfluss auf die Bevölkerungszahlen und die Entwicklung von Hohenbostel hat der Steinkohlenbergbau seit dem Jahre 1831 zu verzeichnen. Der Ort ist so überwiegend Bergarbeiterwohngemeinde geworden, was durch die Aufnahme der Grubenlampe in das Wappen ausgedrückt wird. Die Kirche, die bereits mehr als 800 Jahre alt ist, hat im Jahre 1928 durch einen großzügigen Umbau den nunmehr vorhandenen doppelten Kirchturm erhalten, der seither das Landschaftsbild wesentlich beherrscht und als Wahrzeichen des Ortes Aufnahme in das Wappen fand. |

## Kultur und Sehenswürdigkeiten
In Hohenbostel gibt es eine Grundschule.
Das Wahrzeichen des Ortes ist die evangelische St.-Thomas-Kirche im Ortsmittelpunkt. Bei einer 1928 fälligen Sanierung des Kirchendachs sammelte der damalige Pastor Möller so viele Spenden, dass es möglich wurde, dieses mit zwei Kirchturmspitzen wiederaufzubauen.
In diesem historischen Ambiente liegen auch etliche restaurierte Bauernhäuser.

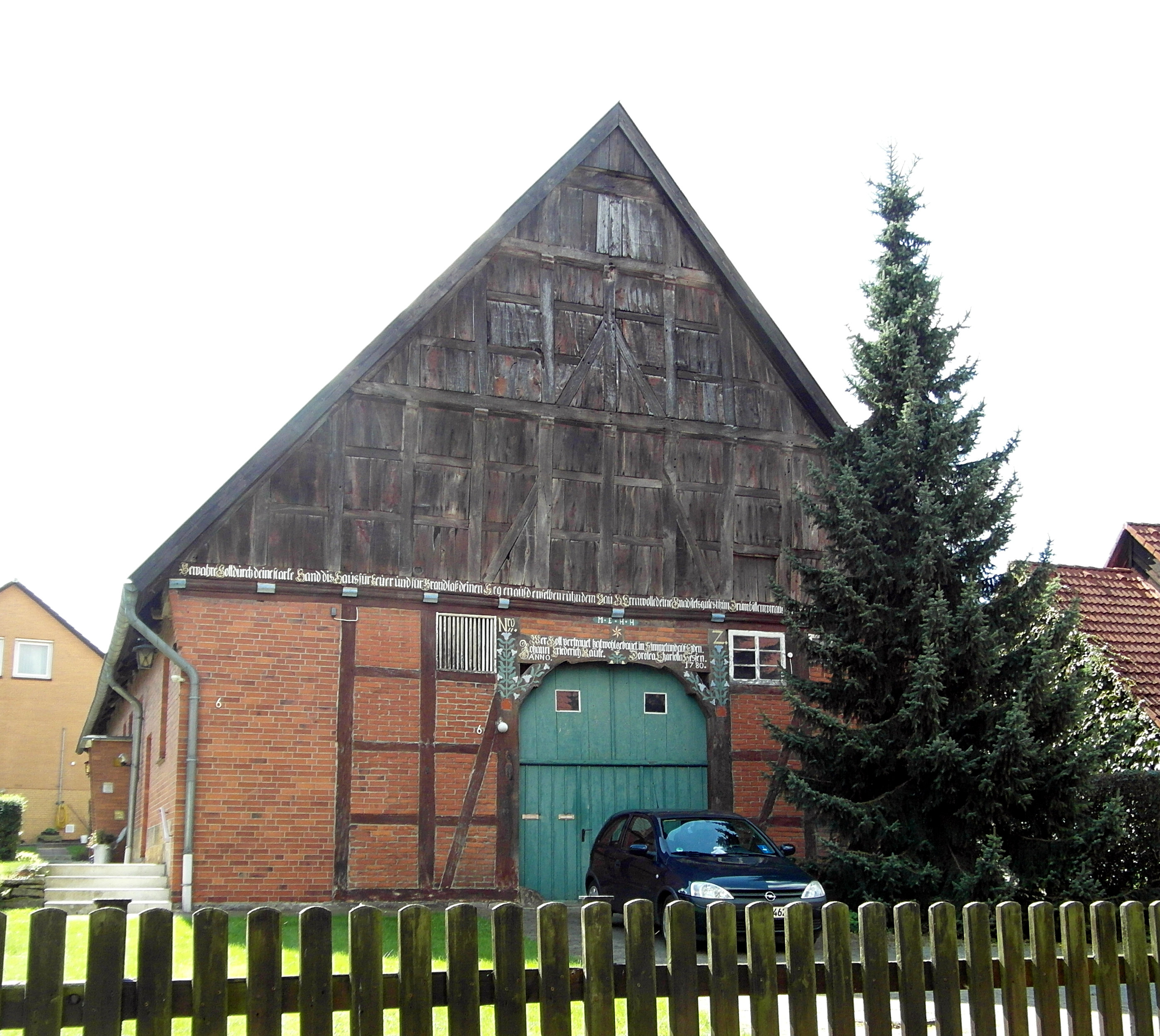
Fachwerk An der Kirche 6
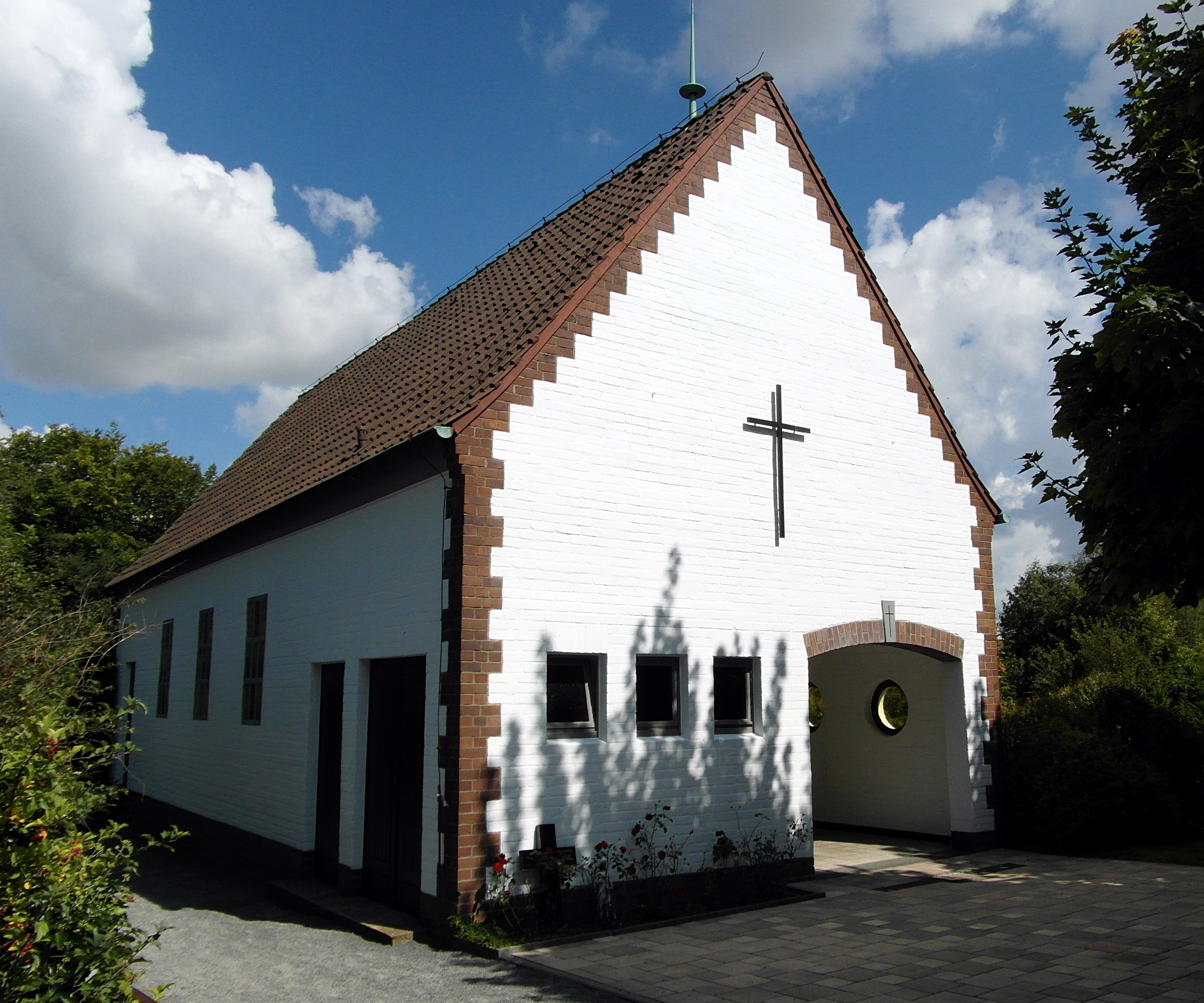
Kapelle am Friedhof
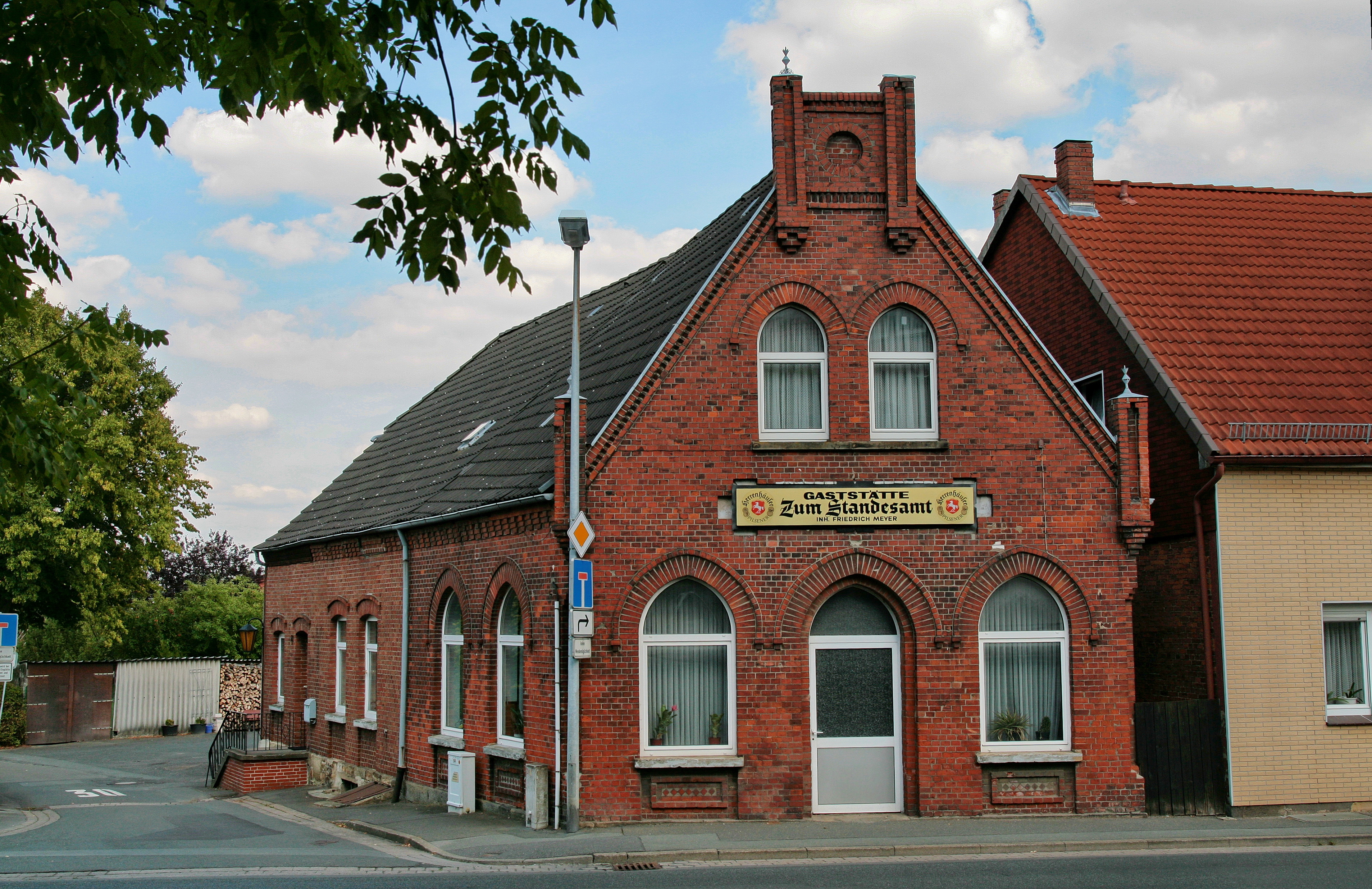
Gasthaus

## Baudenkmäler
Siehe  Liste der Baudenkmale in Hohenbostel

## Wirtschaft und Infrastruktur
Der Nachbarortsteil Winninghausen hat einen Bahnhof, von dem aus man nach Barsinghausen, Hannover oder Haste kommt. Zudem gibt es eine Busverbindung nach Barsinghausen und Bantorf.